# Meredith Haaf

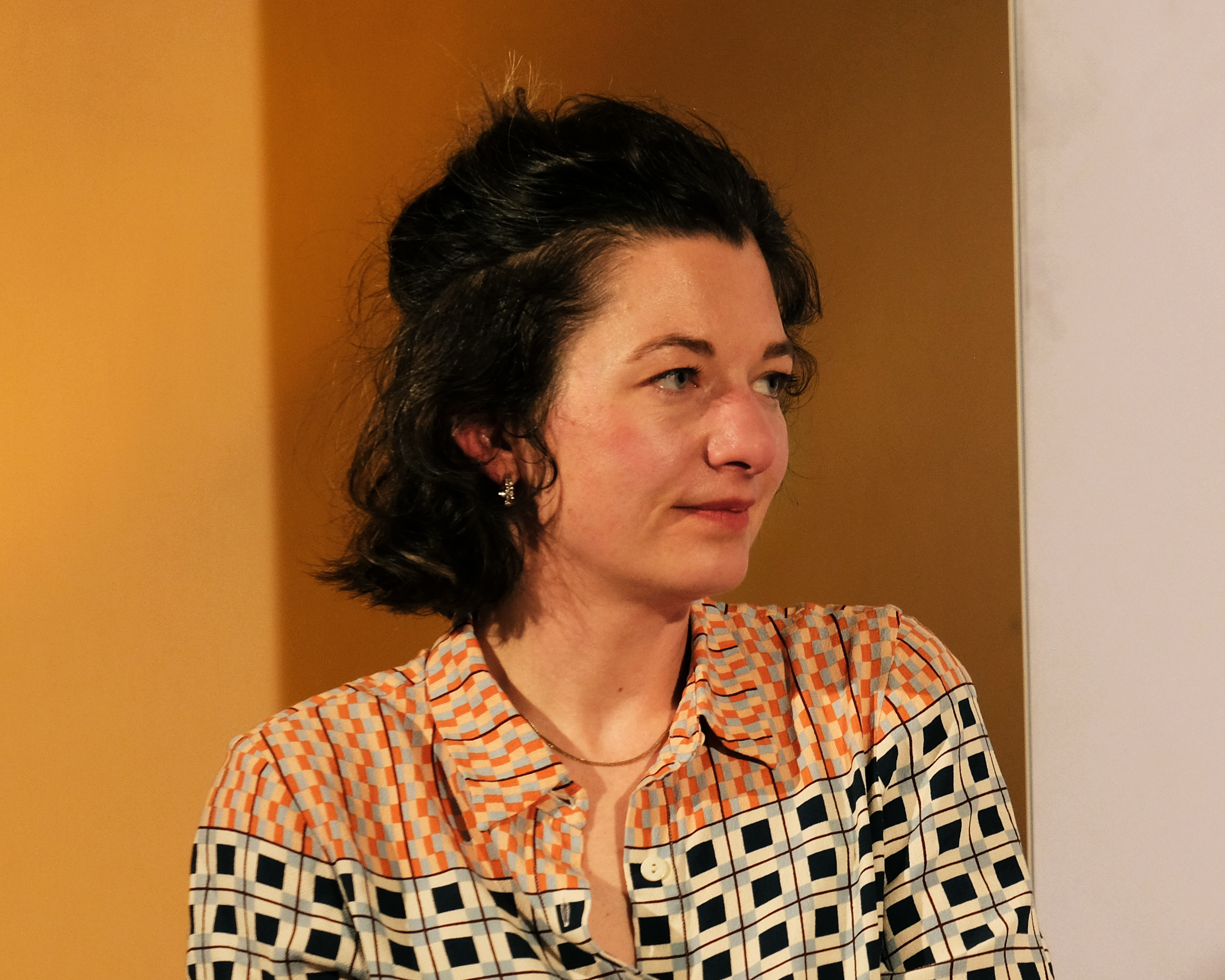
Meredith Haaf (2024)

Meredith Haaf (* 1983 in München) ist eine deutsche Journalistin, Autorin, Redakteurin und Stellvertretende Leiterin im Ressort Meinung der Süddeutschen Zeitung. 2007 gründete sie gemeinsam mit den Autorinnen Barbara Streidl und Susanne Klingner das feministische Blog Mädchenmannschaft.

## Leben
Meredith Haaf studierte Geschichte und Philosophie in München. Sie arbeitete unter anderem für Jetzt, das Magazin der Süddeutschen Zeitung und das Missy Magazine – und war später feste Autorin von NEON. Gemeinsam mit Susanne Klingner und Barbara Streidl veröffentlichte sie 2008 das Buch Wir Alphamädchen. Warum Feminismus das Leben schöner macht. Darin propagieren die Autorinnen einen modernen, undogmatischen Feminismus und wehren sich gegen biologistische Geschlechterzuschreibungen. 2011 veröffentlichte Haaf Heult doch: Über eine Generation und ihre Luxusprobleme. In diesem Buch kritisiert sie die Unentschlossenheit und politische Apathie ihrer Generation. Im Herbst 2018 erschien von Haaf das Buch Streit! Eine Aufforderung, ein Plädoyer für eine bessere Streitkultur. Haaf ist mit dem Journalisten Patrick Bauer verheiratet. und lebt mit ihrer Familie in München.

## Rezeption
Die Zeit-Rezensentin Alice Bota kritisierte den ihrer Meinung nach wirren Themenmix in Wir Alphamädchen und dass in dem Buch ausgerechnet tragische Figuren wie die verstorbene Sängerin Amy Winehouse und die Schauspielerin Lindsay Lohan als Vorbilder für junge Frauen dargestellt werden. Außerdem bemängelte sie, dass die Autorinnen sich als „gestandene Frauen wieder zu Mädchen erklären“. In der taz wurde die zu jugendliche, naive Sprache der Autorinnen kritisiert, während in der Süddeutschen Zeitung der „erfrischende Ton“ des Buchs gelobt wurde. SZ-Rezensentin Iris Hanika schrieb, sie würde das Buch gerne jedem Mädchen empfehlen.
Heult doch wurde im Schweizer Tages-Anzeiger sehr gelobt, besonders für den kämpferischen Ton: „Sie rüttelt kraftvoll an den Toren der Macher und der Ohnmächtigen, und immer wieder denkt man sich verblüfft: Dabei ist die doch erst 28!“

## Veröffentlichungen (Auswahl)

### Bücher
- Wir Alphamädchen. Warum Feminismus das Leben schöner macht. Mit Susanne Klingner und Barbara Streidl, Hoffmann und Campe Verlag, Hamburg 2008, ISBN 978-3-45-550075-2.
- Heult doch: Über eine Generation und ihre Luxusprobleme. Piper Verlag, 2011, ISBN 978-3-492-25951-4
- Streit! Eine Aufforderung. dtv Verlagsgesellschaft, 2018, ISBN 978-3423289771

### Artikel (Auswahl)
- Einsame Heldinnen. Frauen sind heute freier denn je. Nur warum werden sie wieder vor allem als Partnerinnen gesehen? In: Süddeutsche Zeitung. Nr. 284, 10. Dezember 2014, ISSN 0174-4917, S. 11.